# Murray Sutherland
Murray Sutherland (ur. 10 kwietnia 1954 w Edynburgu) − szkocki bokser, mistrz świata IBF w kategorii superśredniej. Tytuł zdobył 28 marca 1984, a utracił go 22 lipca 1984, przegrywając w pierwszej obronie z Koreańczykiem Parkiem Chong-palem. Przed zdobyciem mistrzostwa świata w kategorii superśredniej, Sutherland dwukrotnie bez powodzenia walczył o mistrzostwo świata WBA w kategorii półciężkiej. Sutherland jest w pierwszym w historii mistrzem świata w kategorii superśredniej. Jako bokser zawodowy był aktywny w latach 1977 - 1986.

## Kariera zawodowa
Oficjalnie jako zawodowiec zadebiutował 18 sierpnia 1977, doznając porażki na punkty z Kanadyjczykiem Kevinem Downeyem. W swoim drugim pojedynku, który odbył się 17 stycznia 1978 doznał kolejnej porażki, przegrywając przez techniczny nokaut w trzeciej rundzie z Kanadyjczykiem Williem Featherrstonem.
25 października 1980 zdobył swój pierwszy tytuł w zawodowej karierze. W walce o mistrzostwo Stanów Zjednoczonych w kategorii półciężkiej pokonał niepokonanego przedtem Pablo Ramosa, wygrywając jednogłośnie na punkty. 25 kwietnia 1981 przystąpił do pojedynku z Matthew Muhammadem w walce o mistrzostwo świata WBA w kategorii półciężkiej. Sutherland po dominacji w początkowych rundach pojedynku, został znokautowany w dziewiątej rundzie, wygrywając pojedynek. Do czasu nokautu, Sutherland prowadził na punkty u dwóch z trzech sędziów punktowych. W swoim następnym pojedynku, który odbył się 29 lipca 1981 obronił mistrzostwo Stanów Zjednoczonych, pokonując Jamesa Williamsa.
11 kwietnia 1982 zmierzył się z Amerykaninem Michaelem Spinksem w walce o mistrzostwo świata WBA w kategorii półciężkiej. Walka zakończyła się porażką Sutherlanda przez techniczny nokaut w ósmej rundzie. Do czasu przerwania pojedynku, Spinks prowadził nieznacznie na punkty u wszystkich sędziów. 28 marca 1984 w walce o mistrzostwo świata IBF w kategorii superśredniej, rywalem Sutherlanda był Amerykanin Ernie Singletary. Sutherland został pierwszym w historii mistrzem świata wagi superśredniej, pokonując rywala jednogłośnie na punkty. Tytuł utracił w pierwszej obronie, przegrywając 22 lipca 1984 z Parkiem Chong-palem.